# Algemeen kiesrecht
Algemeen kiesrecht of algemeen stemrecht is het systeem waarbij iedere burger kies- of stemrecht mag uitoefenen. De meeste Europese landen hebben een systeem waarbij het stemrecht slechts toegekend wordt aan personen boven een bepaalde arbitraire leeftijdsgrens. Algemeen kiesrecht staat in contrast met censuskiesrecht, waarbij iemands vermogen bepaalt of deze persoon mag stemmen. In sommige kringen wordt ervoor gepleit om ook het kinderstemrecht in te voeren.
Algemeen kiesrecht is een vrij recent verschijnsel dat in de meeste westerse landen pas begin twintigste eeuw werd ingevoerd. Het eerste land ter wereld met algemeen kiesrecht was het prinsbisdom Luik in 1792, tijdens de Luikse Revolutie; het eerste nu nog bestaande land was Nieuw-Zeeland in 1893.

## Evolutie in Nederland
Eerst was er het systeem van censuskiesrecht, wat wil zeggen dat alleen mensen met voldoende belastbaar inkomen mochten stemmen. In 1887 stelde het zogenaamde "caoutchouc-artikel" de eisen van het bezit van "kenteekenen van geschiktheid en maatschappelijke welstand". Doordat deze voorwaarden niet verder werden ingevuld kregen uiteindelijk vrijwel alle volwassen mannen die konden lezen en schrijven en niet van de armenzorg afhankelijk waren het kiesrecht.
Het liberale extraparlementaire kabinet-Cort van der Linden loodste Nederland met behoud van zijn neutraliteit tussen de oorlogvoerende buurlanden door de Eerste Wereldoorlog (1914-1918) en bracht de belangrijke Grondwetsherziening van 1917 tot stand. Het kiesrecht voor alle mannen werd in Nederland ingevoerd op 12 december 1917, de proclamatie werd gedaan door M. van Reenen, de gemeentesecretaris, en vond plaats op het bordes van het oude stadhuis aan de Groenmarkt in Den Haag. Ook werd er gesproken door Herman van Karnebeek, de burgemeester, en onverwacht ook door Pieter Jelles Troelstra.
In het laatste jaar van de Eerste Wereldoorlog regeerde het centrumrechtse kabinet Ruijs de Beerenbrouck. Door de omwenteling in Duitsland en onrust in het leger ontstond in november 1918 een revolutionaire situatie. Troelstra riep de arbeiders op tot een omwenteling. Al deze problemen loste het kabinet grotendeels op en na de halfbakken revolutiepoging die bekend zou worden als "de (mislukte) revolutie" of "de Vergissing van Troelstra" werden versneld hervormingen doorgevoerd zoals de achturige werkdag en het vrouwenkiesrecht.
Tegelijkertijd met de invoering van het onvoorwaardelijk stemrecht voor mannen kwam er het passief vrouwenkiesrecht. Dit wil zeggen dat vrouwen wel gekozen konden worden, maar zelf niet mochten stemmen. Suze Groeneweg werd in 1918 namens de SDAP de eerste vrouw in de Tweede Kamer. Op dezelfde dag waarop zij als Kamerlid werd geïnstalleerd, 27 september 1918, diende de vrijzinnig-democraat Marchant een initiatief-wetsvoorstel in om ook het actief kiesrecht van vrouwen te erkennen. Dat wetsvoorstel werd op 9 mei 1919 door de Tweede Kamer aangenomen met 64 tegen 10 stemmen en op 10 juli 1919 door de Eerste Kamer met 34 tegen 5 stemmen. De wet-Marchant trad in werking op 28 september 1919. Pas vanaf deze datum heeft Nederland dus het algemeen kiesrecht (m/v). Daarna zou het nog enige jaren duren voordat alle vertegenwoordigende lichamen op basis van algemeen kiesrecht waren samengesteld; bij de Tweede Kamer werd dat het geval na de Kamerverkiezingen van 1922.
In 1946 ging de minimum leeftijd voor het actief kiesrecht van 25 naar 23 jaar en in 1965 van 23 naar 21 jaar. In 1972 werd de leeftijd verder verlaagd naar 18 jaar. Ook de leeftijd waarop het passief kiesrecht verkregen werd, ging omlaag, maar pas in 1983. Toen konden ook niet-Nederlanders die langer dan vijf jaar in Nederland legaal verbleven in de gemeenteraad worden gekozen.
Intussen kan iemand vóór de 18-jarige leeftijd gekozen worden, indien de persoon in kwestie in de betreffende termijn 18 jaar wordt.